# Roberto Madrazo

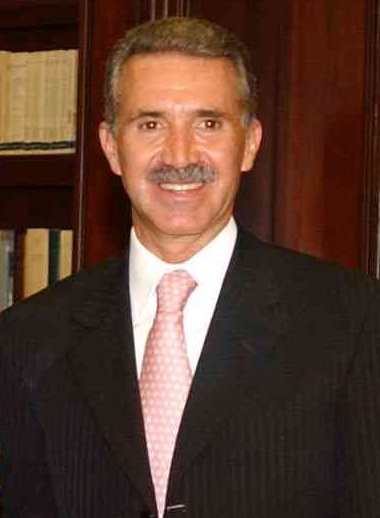
Roberto Madrazo

Roberto Madrazo Pintado (Villahermosa, 30 juli 1952) is een Mexicaans politicus van de Institutioneel Revolutionaire Partij (PRI).

## Levensloop
Madrazo's vader was de hervormingsgezinde politicus Carlos A. Madrazo. Madrazo studeerde recht aan de Nationale Autonome Universiteit van Mexico (UNAM) en aan de Universiteit van Californië. Hij vervulde een groot functies binnen de PRI, destijds de enige partij van betekenis. Van 1976 tot 1979 zat hij in de Kamer van Afgevaardigden en van 1988 tot 1994 in de Kamer van Senatoren, in die laatste periode was hij tevens voorzitter van de PRD in Tabasco. Deze periode viel samen met een grote afsplitsing van de PRI, waarvan de leden zich samen met een aantal kleine linkse partijen hadden verenigd in het Nationaal Democratisch Front (FDN). Andrés Manuel López Obrador was in Tabasco de kandidaat voor het FDN, maar hem en andere FDN-kandidaten werd het campagnevoeren in Tabasco haast onmogelijk gemaakt en uiteindelijk won de PRI-kandidaat Salvador Neme Castillo, volgens de verkiezingen nadat er fraude was gepleegd.
In 1994 nam Madrazo zelf deel aan de gouverneursverkiezingen, waarin hij het opnam tegen opnieuw Andrés Manuel López Obrador. Weer leidde de verkiezingsstrijd tot controversen en was de uitslag, waarin Madrazo als winnaar tevoorschijn kwam, waarschijnlijk vervalst. López Obrador leidde een mars van zijn aanhangers naar Mexico-Stad, terwijl na de verkiezingen bleek dat de PRI-Tabasco meer 50 miljard dollar had uitgegeven aan de campagne van Tabasco, meer dan Bill Clinton twee jaar daarvoor had uitgegeven in zijn verkiezingscampagne voor president van de Verenigde Staten. President Ernesto Zedillo ontbood Madrazo in Mexico-Stad en sommeerde hem af te treden als gouverneur, in ruil daarvoor zou hij minister kunnen worden. Madrazo legde, na overleg met de PRI in Tabasco, het verzoek naast zich neer. Dit betekende de eerste keer sinds de jaren 20 dat een gouverneur succesvol weerstand wist te bieden tegen het centrale gezag en een teken van de veranderende politieke verhoudingen in het land.
Voor de presidentsverkiezingen van 2000 was hij Madrazo in de voorverkiezingen van de PRI, de eerste die de partij ooit heeft gehouden. Hij verloor die verkiezingen aan Francisco Labastida, de favoriet van president Zedillo. De verhitte strijd tussen Madrazo en Labastida wordt door velen gezien als een van de redenen dat de PRI de presidentsverkiezingen van 2000 verloor, voor het eerst sinds de oprichting van de partij in 1929.
Daar velen binnen de PRI Zedillo aanwezen als schuldige van het verlies van de PRI en Madrazo bekendstond als een tegenstander van Zedillo, wist hij zich te ontpoppen tot sterke man binnen de PRI. In 2002 verbond hij zich met vakbondsleidster Elba Esther Gordillo om zo voorzitter van de PRI te kunnen worden. Tijdens zijn voorzitterschap wist de PRI tijdens de congresverkiezingen van 2003 een overwinning te boeken en weer de grootste partij te worden. Velen zien Madrazo als degene die de PRI na de harde klap van 2000 weer op de rails heeft gekregen, hoewel zijn methodes van opereren niet onder alle priístas even gewaardeerd worden. Toen hij in 2005 aftrad als voorzitter om zich kandidaat te stellen voor de presidentsverkiezingen van 2006 verenigden zijn tegenstanders binnen de PRI zich in de Unidad Democratica (Democratische Eenheid), door de media Todos Unidos Contra Madrazo (Allen Verenigd Tegen Madrazo, TUCOM) genoemd. TUCOM beweerde dat Madrazo de PRI imagoschade zou opleveren en dat Madrazo de democratisering van Mexico niet wilde accepteren. Als tegenkandidaat stelden zij Arturo Montiel, voormalig gouverneur van de deelstaat Mexico. Toen in de media beschuldigingen over corruptie aan het adres van Montiel verschenen (zo bezit hij meerdere landhuizen in Frankrijk) trok Montiel zich terug uit de race. Vermoed werd dat Madrazo degene was die het nieuws over Montiel naar buiten bracht. Behalve TUCOM kwam Madrazo ook in conflict met Gordillo, die hem verweet zich niet aan in 2002 gesloten afspraken te houden. De scheuring tussen Madrazo en Gordillo liep zo hoog op dat Gordillo de PRI verliet. Als voorzitster van de onderwijsbond nam zo'n miljoen stemmen mee, terwijl ze de campagne steunde van Felipe Calderón van de Nationale Actiepartij (PAN).
Madrazo's aanhangers hadden gehoopt dat hij de partijmachinerie voldoende had weten te herbouwen en mobiliseren om in 2006 de overwinning te boeken, maar al vanaf het begin van de campagne werd duidelijk dat hij geen schijn van kans had. Hij verloor de verkiezingen ruim van Felipe Calderón en López Obrador. Madrazo haalde slechts 22,26% van de stemmen, het slechtste resultaat voor een PRI-kandidaat ooit.
In 2007 bracht Madrazo het boek La Traición uit, waarin hij Gordillo, Zedillo en Fox ervan beschuldigde in 2000 en 2006 de verkiezingsuitslagen te hebben vervalst ten nadele van de PRI. In september van hetzelfde jaar nam hij deel aan de Marathon van Berlijn. Hij zette een aanmerklijk goede tijd neer: 146e in de totaaluitslag en eerste in zijn leeftijdscategorie. In oktober maakte de organisatie echter bekend dat Madrazo gefraudeerd had: hij had de checkpoints voor de 25 en 30 kilometer gemist en de afstand tussen 20 en 35 kilometer afgelegd in een snelheid die het dubbele bedraagt van het huidige wereldrecord. Madrazo werd geschrapt uit de uitslag.
- Gemeinsame Normdatei: 138403120
- International Standard Name Identifier: 0000 0003 8301 1954
- Library of Congress Control Number: n88025655
- Système universitaire de documentation: 11582006X
- Virtual International Authority File: 267432234
- WorldCat: E39PBJyCFjCDTFXPRq9FgrRtKd